# Вовк-одинак
«Вовк-одинак» (англ. Cry_Wolf, досл. «здіймати фальшиву тривогу») — американський детективний трилер 2005 року з елементами жахів. Знятий режисером Джеффом Водлоу після того, як 2002 року він виграв конкурс Chrysler Million Dollar із короткометражним фільмом «Living the Lie».
Головні ролі у стрічці виконали Джуліан Морріс, Джон Бон Джові, Лінді Бут, Джаред Падалекі, Крісті Ву і Сандра Маккой.
Фільм отримав рейтинг PG-13 через деякі сцени насильства, терору, тривожні образи, ненормативну лексику, сексуальність і короткі згадки про наркотики.

## Сюжет
У студентському кампусі популярна психологічна рольова гра, в якій учасники, щоб перемогти, повинні знайти якогось «вовка-одинака» — персонажа, який здатний зменшувати число гравців — «вбивати».
Один з гравців, почувши про загадкове вбивство місцевої дівчини, пропонує ідею оригінального розіграшу на основі гри. Друзі вигадують і розсилають електронною поштою всім жителям кампусу лист, написаний від особи жорстокого маніяка, одягненого в камуфляж і помаранчеву лижну шапочку, що не розлучається з величезним тесаком, який називає себе «Вовком». Описуючи прикмети наступних жертв маніяка, вони хочуть перевірити, чи зуміє хто-небудь розпізнати їх брехню. Але раптом обрані ними жертви дійсно починають гинути у реальності. Після ланцюжка загадкових смертей приятелі розуміють, що вони можуть стати черговими жертвами різника, і їм необхідно зупинити вбивцю.

## Ролі
- Джуліан Морріс — Оуен Метьюз
- Лінді Бут — Доджер Аллен
- Джаред Падалекі — Том Джордан
- Крісті Ву — Реджина
- Джон Бон Джові — Рік Вокер
- Сандра Маккой — Мерседес
- Пол Джеймс — Льюїс
- Джессі Дженцен — Ренделл
- Етан Кон — Грем
- Гері Коул — містер Метьюс
- Еріка Йейтс — Беккі

## Виробництво
America Online допомогла популяризації фільму в липні-серпні 2005 р., була запущена гра у жанрі альтернативної реальності, користувачів могли грати у неї за допомогою відправки миттєвих повідомлень один до одного, що тривало протягом терміну просування фільму. Сама гра та фільм є аналогією популярної гри «Мафія», просто замінивши городян і мафію на вівець і вовків.
Деякі кадри кампусу насправді університет Річмонда, штат Вірджинія.
Теглайни:
- «Ти брешеш… Ти помреш!»
- «Ніхто не вірить брехунам… навіть коли вони говорять правду».
- «Це старша школа… тут немає нічого реального».
- «У старшій школі Вестлейк нова гра. Уникнути підозр. Маніпулювати своїми друзями. Усунути ворогів».

## Реакція

### Касові збори
У прокаті Cry_Wolf зібрав $10 047 674 на внутрішньому ринку і $5 537 821 на міжнародному рівні, сукупно — $15 585 821, що майже у 15 разів більше кошторису.

### Критика
Фільм має рейтинг 23 % на Rotten Tomatoes, 5,9/10 — IMD.